# Leccinum holopus
A Leccinum holopus é uma espécie de fungo boleto da família Boletaceae encontrada no norte da Ásia, na Europa e no nordeste da América do Norte. Associa-se a bétulas e é normalmente encontrada em áreas pantanosas ou alagadiças, geralmente crescendo entre o musgo sphagnum.
Os basidiomas (cogumelos) têm píleos convexos que medem até 10 cm de diâmetro. Geralmente de cor branca pura, especialmente em cogumelos novos, os píleos às vezes ficam com tonalidades ocre ou amarronzadas. A superfície esbranquiçada do estipe é coberta por escamas pequenas, rígidas e salientes (crostas) que se tornam bronzeadas ou mais escuras com a idade. Foram descritas algumas variedades de Leccinum holopus que variam na cor do píleo ou na reação de coloração, mas as evidências de DNA sugerem que a maioria é do mesmo táxon. Embora os cogumelos sejam comestíveis, as opiniões variam quanto à sua atração para a culinária.

## Taxonomia
O fungo foi Inicialmente nomeado como uma espécie de Boletus pelo micologista alemão Friedrich Rostkovius em 1844 e posteriormente transferido para Leccinum por Roy Watling, em 1960. Os sinônimos resultantes da transferência para diferentes gêneros incluem: Krombholzia holopoda e K. holopus (ambos publicados por Albert Pilát em 1951); Krombholziella holopus (Josef Šutara, 1989); Trachypus holopus (Paul Konrad e André Maublanc, 1952), e Trachypus scaber f. holopus (Henri Romagnesi, 1939). Outros sinônimos, de acordo com o Index Fungorum, incluem Leccinum olivaceosum, descrito na França em 1994 e Leccinum aerugineum (1991). A Leccinum holopus é classificada na seção Scabra do gênero Leccinum, um agrupamento que inclui espécies do Hemisfério Norte que se associam exclusivamente à bétula.
O epíteto específico holopus é grego e significa "com talo perfeito". Os nomes comuns dados ao fungo incluem "boleto branco de bétula" (white birch bolete), "boleto branco do pântano" (white bog bolete) e "boleto fantasma" (ghost bolete).
Foram descritos vários subtáxis da Leccinum holopus. Na forma aerugineum, descrita por Josef Šutara em 2009, a carne se colore de verde após uma lesão. Na variedade americanum, descrita por Alexander H. Smith e Harry Delbert Thiers em 1971 a partir de coletas feitas em Michigan, a carne lesionada mancha de vermelho. Lannoy e Estadès descreveram Leccinum nucatum em 1993, um táxon que foi publicado posteriormente (2007) como variedade nucatum de L. holopus; porém, não foram encontradas evidências moleculares que sustentem a existência desse táxon distinto, e, portanto, é colocado como sinônimo de L. holopus. A Leccinum holopus var. majus, descrita por Rolf Singer em 1966 (originalmente publicada por Singer como Krombholzia scabra f. majus), é outra variedade histórica sem importância taxonômica independente.

## Descrição

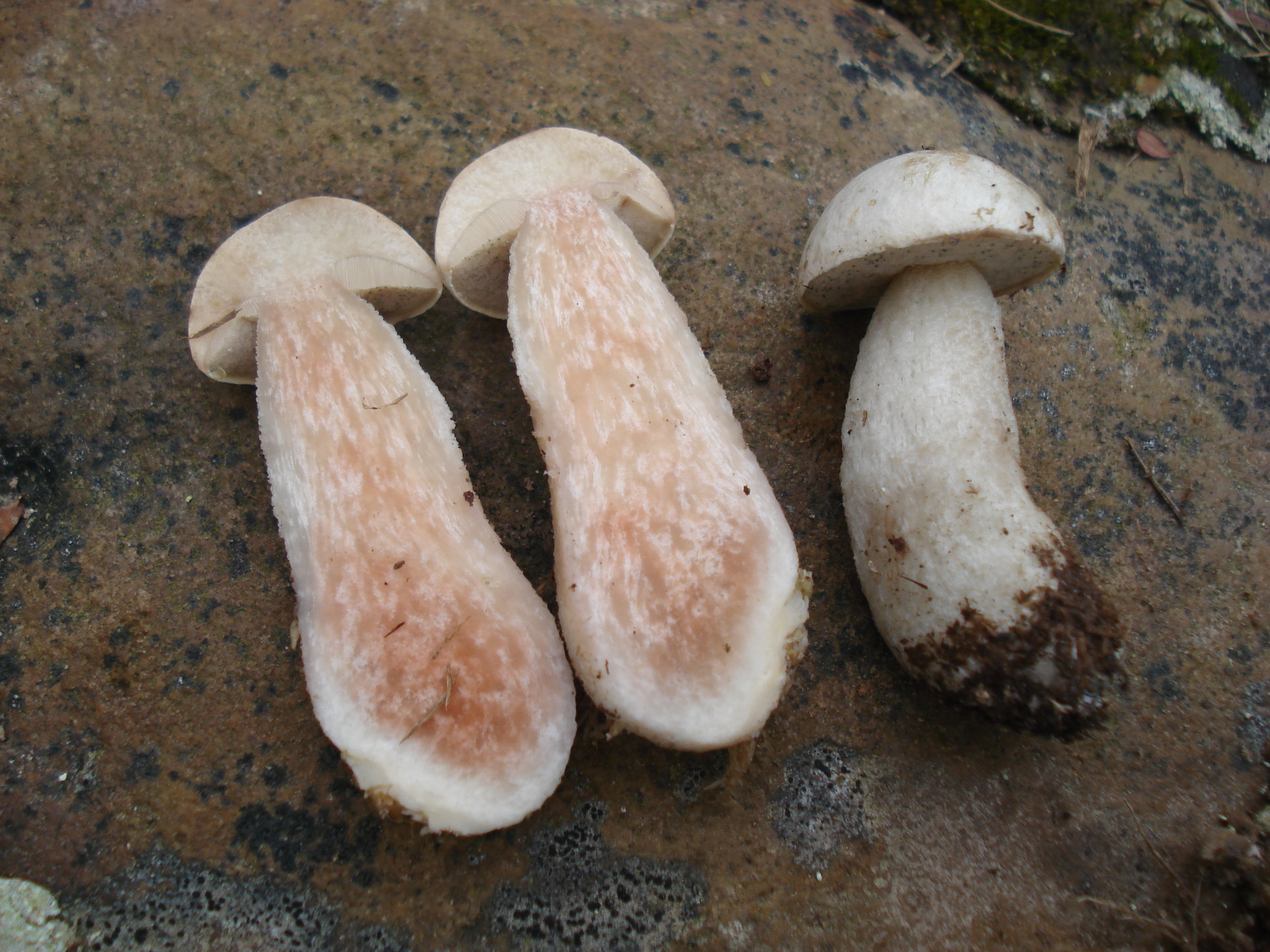
A carne da variedade americanum fica avermelhada quando cortada.

Os basidiomas da Leccinum holopus têm píleos convexos a achatados, medindo de 3 a 10 cm de diâmetro, com uma faixa estreita de tecido estéril ao redor da margem. Os píleos são inicialmente esbranquiçados, mas podem desenvolver tonalidades cinza, amareladas, bronzeadas ou rosadas durante a maturidade; a cor também pode escurecer e tornar-se esverdeada com a idade. A superfície do píleo é inicialmente coberta por pelos muito finos, mas depois se torna mais ou menos lisa, muitas vezes com uma textura pegajosa com a idade ou em condições úmidas. A carne é branca e não tem odor ou sabor característico; pode ter pouca ou nenhuma reação de cor com ferimentos, ou pode se tornar rosa claro na variedade americanum. Na parte inferior do píleo, há uma superfície porosa composta por 2 a 3 poros por milímetro, cada um dos quais é a extremidade de um tubo que se estende até 2,5 cm de profundidade. A cor da superfície dos poros varia de esbranquiçada a acinzentada a marrom sujo e apresenta pouca reação de cor a ferimentos, embora possa manchar de amarelo ou marrom. Há uma depressão onde os poros se encontram com o estipe. O estipe mede de 8 a 14 cm de comprimento por 1 a 2 cm de largura. Sua superfície esbranquiçada é coberta por crostas que escurecem com a idade, tornando-se bronzeadas ou mais escuras. A base do estipe as vezes mancha-se de azul.
A Leccinum holopus produz uma esporada marrom. Os esporos são um tanto fusóides (fusiformes) e medem de 14 a 20 por 5 a 6,5 μm. Os basídios (células portadoras de esporos) têm quatro esporos e medem de 28,5 a 36,5 por 11,5 a 12,5 μm. Os cistídios nos poros têm formato de frasco a fusiforme e medem 39,0 a 45,5 por 7,5 a 9,0 μm, enquanto os do estipe (caulocistídios) são fusiformes, em forma de taco ou cilíndricos, medindo 39,0 a 54,5 por 9,1 a 13,5 μm. Não há fíbulas presentes nas hifas. A pileipellis é organizada na forma de uma cutis com hifas que correm paralelamente à superfície do píleo.
Vários testes químicos podem ser usados para ajudar na identificação da L. holopus. Uma gota de solução de hidróxido de amônio torna a pileipellis rosada, mas não reage com a carne. Uma gota de hidróxido de potássio (KOH) diluído não reage na superfície do píleo e, ou não reage, ou reage para apresentar uma coloração marrom na carne. A aplicação de uma solução de sulfato de ferro (II) não causa reação na superfície do píleo e, ou não causa reação, ou causa uma leve coloração oliva na carne.

### Espécies semelhantes
A Leccinellum albellum é semelhante em aparência à L. holopus, mas cresce em associação com o carvalho e tem uma distribuição mais ao sul. A L. scabrum é uma sósia amplamente distribuída que pode ser distinguida da L. holopus por seu tamanho maior e cores geralmente mais escuras.

## Comestibilidade
Embora considerados comestíveis, as opiniões variam quanto ao apelo culinário dos cogumelos de Leccinum holopus. Michael Kuo, em 100 Edible Mushrooms (100 cogumelos comestíveis), considera-o um bom comestível; Peter Roberts e Shelley Evans, em The Book of Fungi (O livro dos fungos), dizem que "é comestível, mas é insípido e mole, portanto, não é recomendado". O melhor momento de colheita dos cogumelos é quando são novos, antes que a carne se torne muito esponjosa e antes que as larvas de insetos se estabeleçam. O cogumelo tem um sabor suave, um pouco doce, que é realçado após um breve refogado. A desidratação dos cogumelos melhora o sabor, mas diminui a doçura dos cogumelos frescos.

## Habitat e distribuição

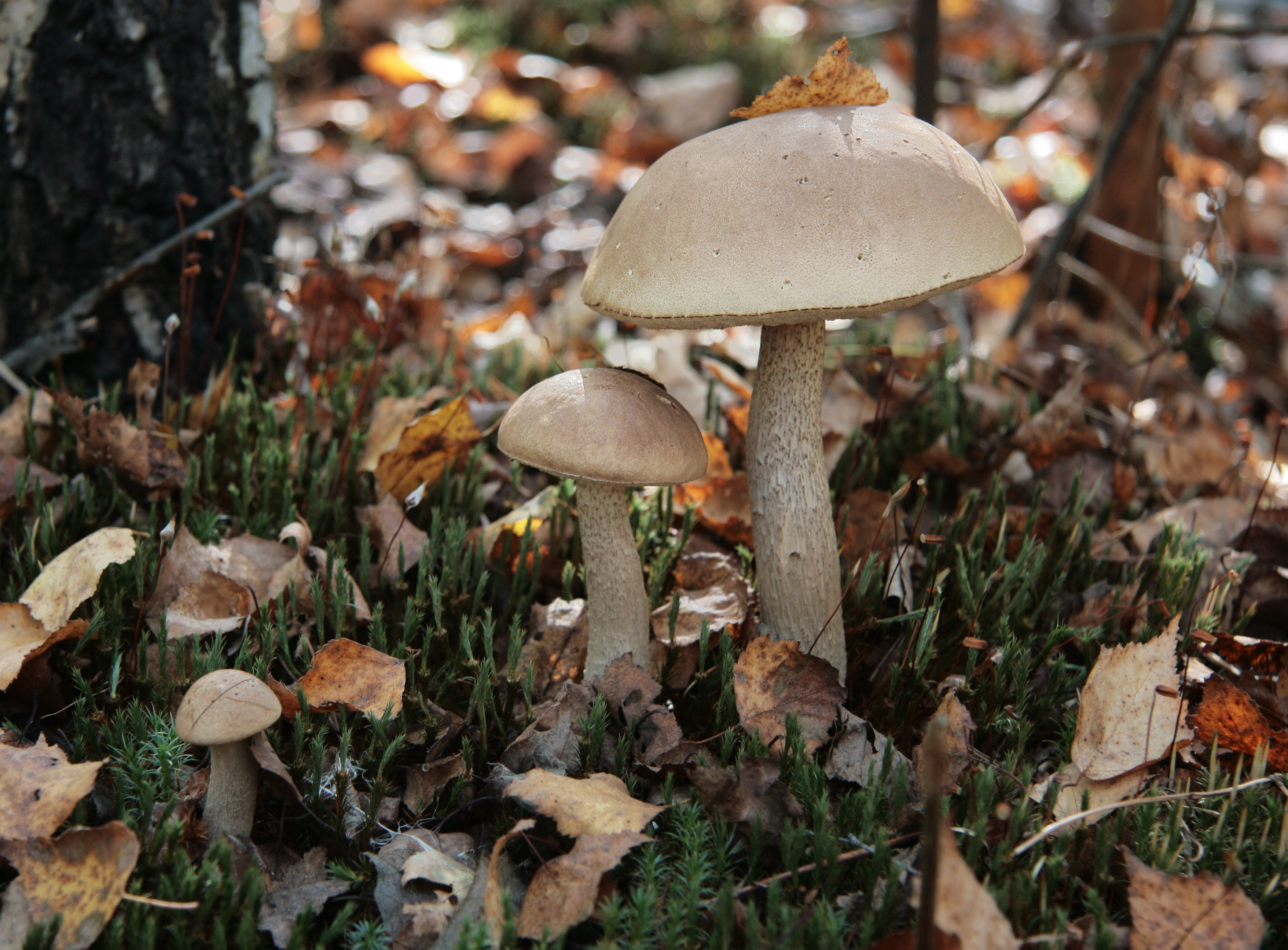
Leccinum holopus frequentemente frutifica entre musgos em áreas úmidas.

A Leccinum holopus é uma espécie micorrízica que frutifica no solo (geralmente entre o musgo Sphagnum), de forma isolada ou dispersa, em áreas úmidas como pântanos de cedro, brejos ou florestas pantanosas. Como a maioria das espécies de Leccinum, o fungo é altamente específico do hospedeiro e se associa à bétula (Betula). Na América do Norte, a área de distribuição da Leccinum holopus vai do leste do Canadá até Nova York, estendendo-se a oeste até o norte das Montanhas Rochosas, coincidindo aproximadamente com a distribuição da bétula-de-casca-de-papel (Betula papyrifera). Nessa faixa, sua presença é comum e o cogumelo frutifica de agosto a outubro. A L. holopus var. americanum é conhecida apenas na América do Norte. O fungo é raro no sul da Europa, mas mais comum nos pântanos de Sphagnum no norte. Na Ásia, foi registrado em Taiwan e Qinghai (China).
Os cogumelos L. holopus são uma fonte de alimento para espécies de moscas como Pegomya winthemi (família Anthomyiidae) e Megaelia pygmaeoides (família Phoridae).